# 飯田浩一
飯田 浩一（いいだ ひろかず、1962年3月28日 - ）は、日本の実業家である。
上用賀テニスクラブ代表、秀栄ウェルネス社長。
公益社団法人日本テニス事業協会理事、IHRSA国際ラケット＆スポーツクラブ協会会員。　
ISPA国際スパ協会会員。
一般財団法人慶應連合三田会副会長。

## 人物
東京都出身、彦根藩世田谷領代官飯田家第16代。
初代は永禄・元亀時代に、後北条氏の命により世田谷用賀の開発を行った飯田図書吉慶。
旅客機文化研究家。航空に関する多様なコレクションで知られる。各誌にて対談などに参加。
1996年、新規航空会社設立委員会(後のスカイマークエアラインズ)に参加。
FAA（アメリカ合衆国/連邦航空局）および国土交通省　自家用操縦士免許取得。

## 経歴
- 1980年、東京都立青山高等学校卒業
- 1984年、慶應義塾大学商学部卒業。中条潮ゼミ1期生。
- 1984年、アメリカン・エキスプレス日本支社入社
- 1990年、DHLジャパン株式会社入社
- 1994年、VISAインターナショナル・アジア太平洋本部入社
- 2007年～、カーディオテニスジャパン代表[6]

## 著作・論述
- 「クレジット業界のインフラ整備に求められるもの」（NCジャーナル1995年11月　エヌシー日商連発行）
- 「GP-Netのサービスの特徴と今後の展開」（I.K.レポート1996年4月　日本カードビジネス研究会発行）
- 「Spa memberships aren’t always necessarily a good thing」（Spa Business 2009年4月　The Leisure Media Company(U.K)発行）
- 「Global Spa & Wellness Industry Briefing Papers 2010/ Japan」（ 2010年5月　Global Wellness Summit発行）
- 「アメリカテニス業界情報」（2008年10月-連載　JTIAニュース　公益社団法人日本テニス事業協会発行）